# Suspicion (R.E.M.)
Suspicion è un singolo della band statunitense R.E.M., il quarto e ultimo estratto dall'undicesimo album della band Up del 1998.

## Tracce
UK CD single 1
1. Suspicion – 5:36
2. Electrolite (live) – 2:25
3. Man on the Moon (live) – 4:33

UK CD single 2
1. Suspicion (live from Ealing Studios)
2. Perfect Circle (live)